# Port lotniczy Djangou
Port lotniczy Djangou – port lotniczy zlokalizowany w mieście Dapaong. Jest piątym co do wielkości portem lotniczym w Togo.